# جيري فيشر (لاعب هوكي الجليد)
جيري فيشر (بالتشيكية: Jiří Fischer)‏ هو لاعب هوكي الجليد تشيكي، ولد في 31 يوليو 1980 في Hořovice ‏ في التشيك.

## وصلات خارجية
- جيري فيشر على موقع دوري الهوكي الوطني (الإنجليزية)
- جيري فيشر على موقع قاعة مشاهير الهوكي (لاعب أن.إتش.أل) (الإنجليزية)
- جيري فيشر على موقع EliteProspects.com (الإنجليزية)
- جيري فيشر على موقع Eurohockey.com (الإنجليزية)
- جيري فيشر على موقع HockeyDB.com (الإنجليزية)
- جيري فيشر على موقع Hockey-Reference.com (الإنجليزية)